# Университетская обсерватория Маунт Джон
Университетская обсерватория Маунт Джон — астрономическая обсерватория, основанная в 1965 году на горе Джон, около озера Текапо (регион Кентербери, Новая Зеландия). Обсерватория является крупнейшей обсерваторией Новой Зеландии и принадлежит Кентерберийскому университету.

## Направления исследований
- Фотометрические работы;
- Спектроскопические работы;
- Гравитационное микролинзирование;
- Астрометрия малых тел Солнечной системы;
- Поиск новых астероидов.

## Инструменты обсерватории
- 1,8-м телескоп для наблюдений микролинзирования; создан японскими астрономами специально для проекта MOA (2004 год)[1];
- 1-м рефлектор Dall-Kirkham «McLellan» (f/7,7 и f/13,5);
- 0,61-м Кассегрен «Optical Craftsmen» (f/16) — Робот-телескоп сети AAVSO. Используется только для ПЗС-фотометрии.
- 0,6-м телескоп «Boller and Chivens» (f/13.5 и f/6.25);
- 0,41-м MEADE LX200 «Earth & Sky» (f/10) — телескоп для экскурсантов.

## Руководители обсерватории
- 1963—1969 годы — Фрэнк Бэйтсон[англ.] — помогал в выборе места будущей обсерватории и был её первым руководителем;
- с 2014 года — Карен Поллард[2][3].

## Основные достижения
- Открытие нового класса экзопланет — свободно летающих в космическом пространстве без центральных звёзд. Открыты на основе наблюдений микролинзирования[4][5].
- Открытие одной из самых маленьких экзопланет MOA-2007-BLG-192Lb;
- Вторая открытая в обсерватории экзопланета: MOA-2007-BLG-400Lb;
- 15357 астрометрических измерений опубликовано с 1973 по 2011 год[6];
- Открыто более 40 астероидов с 1981 по 2003 год[7].